# Judah Minz
Judah ben Eliezer ha-Levi Minz (Mainz, circa 1410 – Padua, 1508) was rabbijn in Padua, een stad in de republiek Venetië. Hij was een schrijver van Responsa of Antwoorden in rabbijnse traditie.

## Levensloop
Minz groeide op in de joodse gemeenschap van Mainz, hoofdstad van het keurvorstendom Mainz aan de Rijn. Hij vluchtte weg tijdens de jodenvervolging van 1462. De toevoeging Minz aan zijn naam verwees naar zijn oorsprong in Mainz. Hij vestigde zich in Padua.
In Padua bouwde hij de rabbijnse school uit. Hier onderwees hij zijn ordonnanties of takanot. Deze schreef hij neer onder de vorm van Responsa. Volgens Mordecai Ghirondi, hoofdrabbijn van Padua, gaf Minz les filosofie aan de universiteit van Padua. Minz zelf was meer dan veertig jaar rabbijn in Padua. Zijn zoon Abraham Minz en schoonzoon Meir Katzenellebogen zetten de traditie verder.
Een jaar na het overlijden van Minz (1508) werd Padua belegerd door keizerlijke troepen versterkt met Franse en pauselijke troepen (1509). Het Beleg van Padua was een onderdeel van de Oorlog van de Liga van Kamerijk, een oorlog gestart tegen Venetië. Door de bombardementen gingen de geschriften van Minz grotendeels in vlammen op. Zijn kleinzoon Joseph bin Abraham Minz ontdekte nog 16 Responsa van zijn hand; hij publiceerde deze in Venetië in 1553. 